# Лайон
Ла̀йон (на италиански: Laion; на немски: Lajen, Лайен) е малко градче и община в Северна Италия, автономна провинция Южен Тирол, автономен регион Трентино-Южен Тирол. Разположено е на 1093 m надморска височина. Населението на общината е 2616 души (към 2010 г.).

## Език
Официални общински езици са и италианският и немският. Най-голямата част от населението говори немски. В общината се говори и други романски език, ладинският.
| %     | Роден език      |
| 3,93  | Италиански език |
| 89,93 | Немски език     |
| 6,14  | Ладински език   |